# Wiebke Weidanz
Wiebke Weidanz (* 1974 in Bremen) ist eine deutsche Cembalistin.

## Leben
Wiebke Weidanz war die langjährige musikalische Assistentin von René Jacobs.
2002 gewann sie den 2. Preis im Fach Cembalo beim Internationalen Johann-Sebastian-Bach-Wettbewerb in Leipzig. Sie ist regelmäßig bei Concerto Köln zu Gast und spielt in führenden Orchestern u. a. beim Freiburger Barockorchester. Bis 2003 war sie an der Musikhochschule in Leipzig als Lehrbeauftragte beschäftigt, bis 2009 war sie an der Hochschule für Musik und Darstellende Kunst Frankfurt am Main. Als Professorin für Cembalo unterrichtet sie seit dem Sommersemester 2013 an der Hochschule für Musik Nürnberg.
Mit dem Blockflötisten Stefan Temmingh besteht eine langjährige und musikalische Freundschaft. Als Duo machen sie Kammermusik und spielen in Europa, Amerika und Asien. 2019 erschien die CD mit Blockflötensonaten von Georg Friedrich Händel.
Bei weiteren Engagements ist Weidanz neben dem Cembalo auch auf dem Hammerflügel als Kammermusikerin aktiv.

## Auszeichnungen
- 2007: 2. Preis im Internationalen Johann-Sebastian-Bach-Wettbewerb